# Clemente Russo
Clemente Russo (Caserta, 27 de julho de 1982) é um boxista italiano que representou seu país em duas edições de Jogos Olímpicos, conquistando duas medalhas de prata.
Nos Jogos Olímpicos de Verão de 2008, realizados em Pequim, na República Popular da China, competiu na categoria pesado onde conseguiu a medalha de prata após perder a luta final para o russo Rakhim Chakhkiyev por pontos (2–4). Nos Jogos Olímpicos de Verão de 2012 repetiu o feito de Pequim e conquistou uma nova medalha de prata, dessa vez perdendo a final para o ucraniano Oleksandr Usyk.